# Iñaki Caña
Iñaki Caña Pavón (Ribera del Fresno, Badajoz, España, 19 de septiembre de 1975) es un exfutbolista y entrenador de porteros español. Es entrenador de porteros en el Arsenal de la Premier League desde 2019.

## Clubes

### Como jugador
| Club        | País   | Año     |
| ----------- | ------ | ------- |
| Barcelona C | España | 1995-96 |
| Yeclano     | España | 1996-97 |
| Terrassa    | España | 1997-98 |
| Yeclano     | España | 1998-99 |

### Como entrenador  de arqueros
| Club                               | País       | Año           |
| ---------------------------------- | ---------- | ------------- |
| FC Barcelona (campus de juveniles) | España     | 2013-2014     |
| C.E. Sabadell                      | España     | 2015-2019     |
| FC Nordsjælland                    | Dinamarca  | 2017-2018     |
| Brentford F.C.                     | Inglaterra | 2019          |
| Arsenal F.C.                       | Inglaterra | 2019-presente |

## Estadísticas

### Como jugador
Actualizado al último partido disputado el 13 de septiembre de 1998
| Club                 | Div.          | Temporada     | Liga  | Liga  | Copas nacionales(1) | Copas nacionales(1) | Copas internacionales(2) | Copas internacionales(2) | Total | Total |
| Club                 | Div.          | Temporada     | Part. | Goles | Part.               | Goles               | Part.                    | Goles                    | Part. | Goles |
| -------------------- | ------------- | ------------- | ----- | ----- | ------------------- | ------------------- | ------------------------ | ------------------------ | ----- | ----- |
| Barcelona C · España |               |               |       |       |                     |                     |                          |                          |       |       |
| 3.ª                  | 1995-96       | 11            | 0     | -     | -                   | -                   | -                        | 11                       | 0     |       |
| Total club           | Total club    | 11            | 0     | 0     | 0                   | 0                   | 0                        | 11                       | 0     |       |
| Yeclano · España     |               |               |       |       |                     |                     |                          |                          |       |       |
| 3.ª                  | 1996-97       | 6             | 0     | -     | -                   | -                   | -                        | 6                        | 0     |       |
| Terrassa · España    |               |               |       |       |                     |                     |                          |                          |       |       |
| 3.ª                  | 1997-98       | 1             | 0     | -     | -                   | -                   | -                        | 1                        | 0     |       |
| Total club           | Total club    | 1             | 0     | 0     | 0                   | 0                   | 0                        | 1                        | 0     |       |
| Yeclano · España     |               |               |       |       |                     |                     |                          |                          |       |       |
| 3.ª                  | 1998-99       | 2             | 0     | -     | -                   | -                   | -                        | 2                        | 0     |       |
| Total club           | Total club    | 8             | 0     | 0     | 0                   | 0                   | 0                        | 8                        | 0     |       |
| Total carrera        | Total carrera | Total carrera | 20    | 0     | 0                   | 0                   | 0                        | 0                        | 20    | 0     |